# Сушені гриби

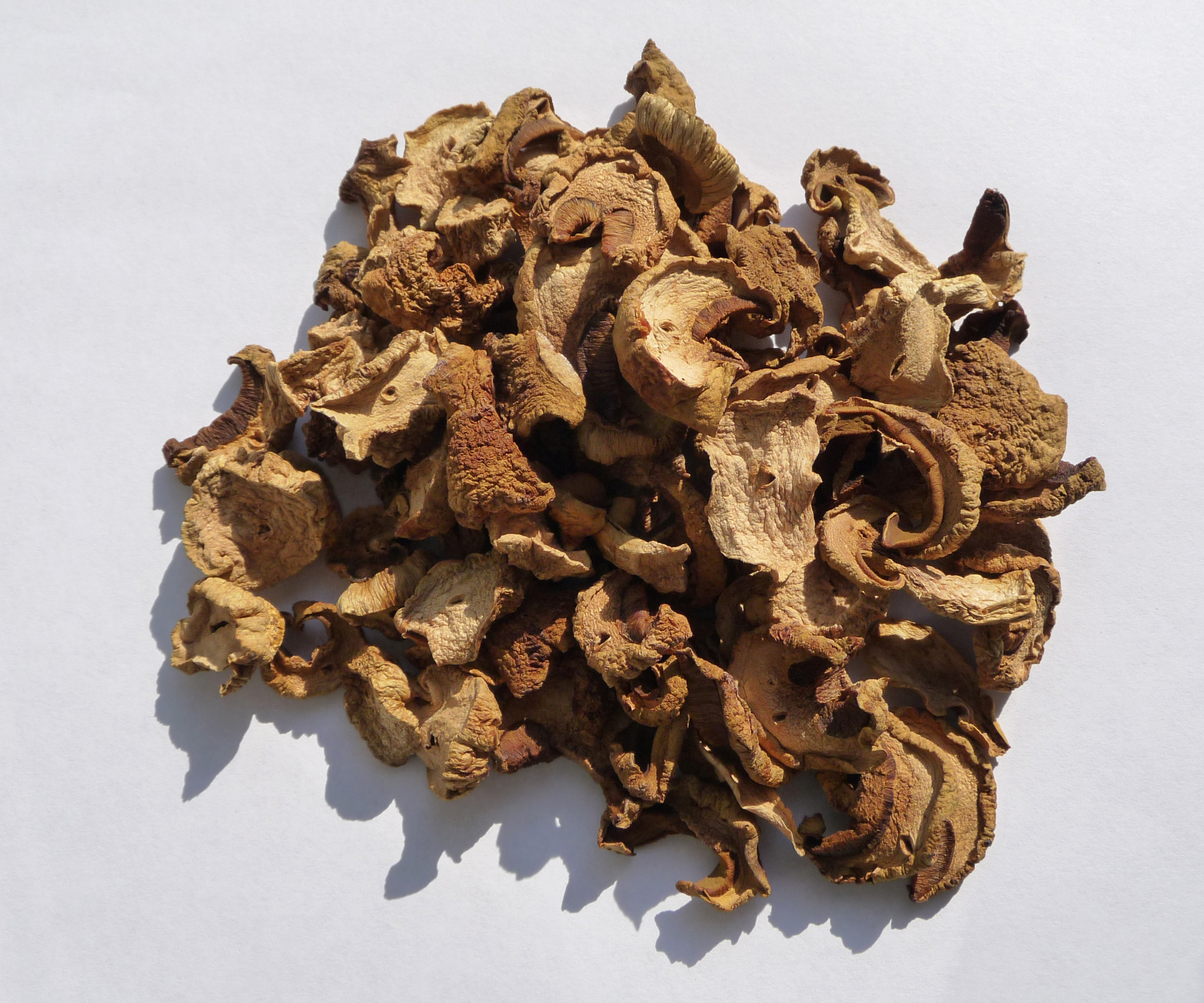
Висушені боровики жовті

Су́шені гриби́ — висушені плодові тіла їстівних грибів. Низькокалорійний продукт з високим вмістом  білків, містить також вітаміни і мікроелементи. Завдяки своєму аромату і смаковим якостям, вживаються як приправи. Страви із сушених грибів присутні в кухнях багатьох народів світу.
Низький вміст води стримує розвиток мікроорганізмів, що дозволяє зберігати сушені гриби тривалий час без втрати властивостей. Сушіння грибів використовується з метою їх консервування як у домашніх умовах, так і в промислових.
Популярні для сушіння білі гриби, опеньки, польські гриби, різні види печериць, шіїтаке. Сушать також підберезники, маслюки звичайні і зернисті, порхавки та інші гриби. Деякі види їстівних грибів погано піддаються або взагалі не підлягають сушінню, оскільки мають занадто щільний і вологий м'якуш (наприклад, язця печінкова, трутовик сірчано-жовтий) або ж молочний сік (хрящі, зокрема, справжній і оливково-чорний).

## Виготовлення
М'якуш грибів містить поживні речовини і до 90 % води. Бактерії, спори плісняви, які потрапляють у тіло гриба з повітря, у такому середовищі швидко розмножуються і спричиняють загнивання, тому сирі свіжі гриби зберігають не більше доби. Загальновідомий поширений спосіб консервування — зневоднення продукту, його висушування до рівня, коли вміст води стає недостатнім для життя мікроорганізмів. Сухі гриби не втрачають своїх поживних і смакових властивостей протягом тривалого часу, тому цей спосіб вважають найкращим.

### Приготування сировини
Для сушіння відбирають нечервиві молоді гриби й гриби середньої стиглості. Гриби слід очистити від залишків ґрунту, піску, рослинних решток за допомогою нежорсткої щітки чи м'якої ганчірки. Видалити ушкоджені місця, ніжку обшкребти ножем. Мити гриби небажано, оскільки вони від цього при висушуванні темніють. Промивають лише гриби, які інакше неможливо очистити від забруднень — труфлі, які ростуть під землею, зморшки, у глибоких брижах яких залишається пісок.
Ніжку гриба відрізають, шапинку та ніжку товстотілих грибів нарізують на пластинки товщиною до сантиметра. Тонкі шапинки, наприклад, шапинки різновидів гриба-зонтика, розрізають на декілька частин. Невеликі гриби можна сушити цілими, однак варто мати на увазі, що цілі гриби зберігаються гірше, оскільки уповільнений процес сушіння дає можливість розвиватися мікроорганізмам.

### Способи сушіння
Найпоширенішим способом видалення зайвої води з грибів є сушіння потоками нагрітого повітря. Залишкова вологість складає 12-14 %, для виготовлення одного кілограма сушених грибів необхідно 8-10 кілограмів сировини. У промислових умовах для висушування харчових продуктів можуть застосовуватися й інші способи — дія мікрохвильового випромінювання, вакуумно-сублімаційне сушіння, виморожування, залишкова вологість при цьому може бути меншою за 10 %.

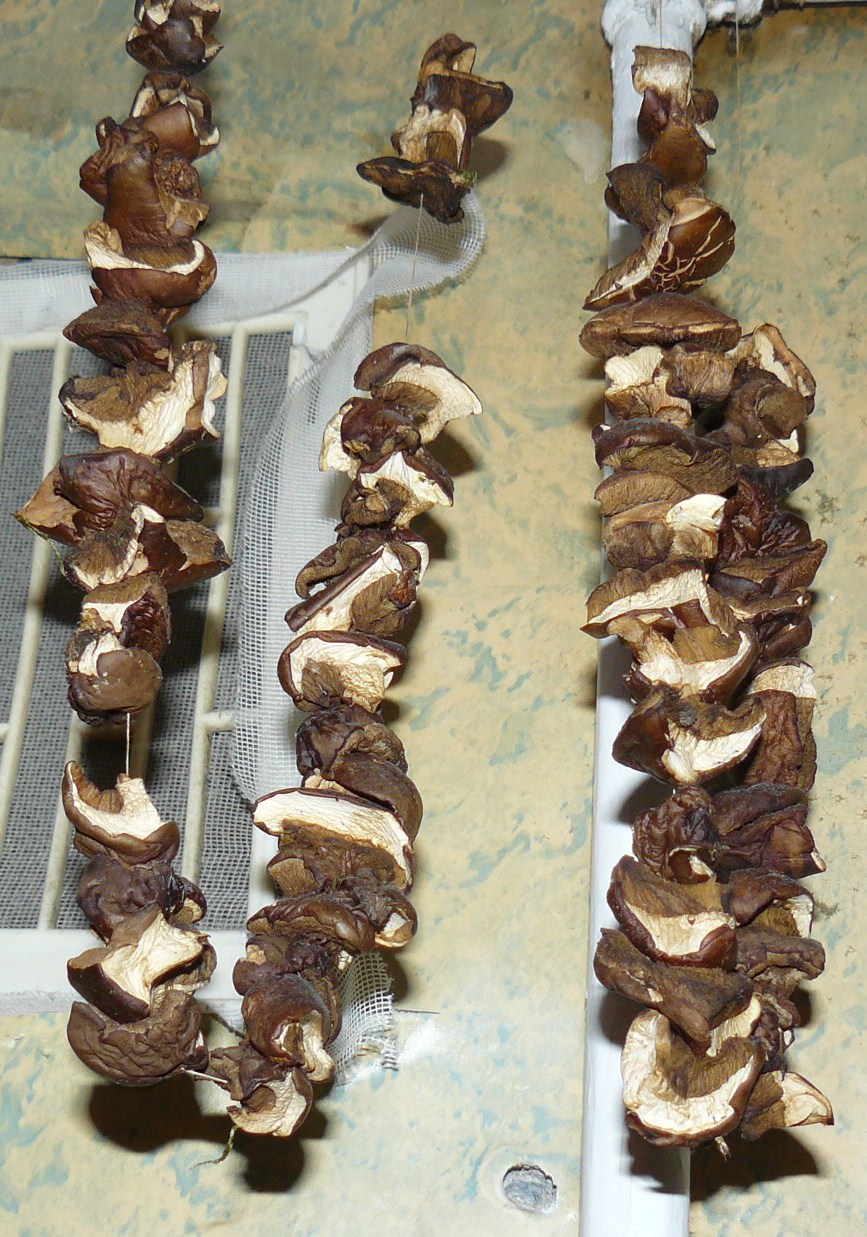
Низки польських грибів

При повітряно-сонячному сушінні використовується природне тепле повітря. Гриби нанизують на нитки, закріплені на дерев'яних рамах, або розкладають на решітках; розміщують просто неба або на горищі, під навісом. У суху погоду при середній денній температурі +28°С порізані гриби висихають за два дні, цілі шапинки потребують чотири дні.
Для прискорення процесу виготовлення сушених грибів і забезпечення його можливості у прохолодну вогку погоду повітря нагрівають у пристосованих для сушіння печах, спеціально побудованих сушарнях та побутових електричних сушарках. Попереднє прив'ялювання-присушування відбувається 6-8 годин на сонці при температурі 26-28 °C або 3-5 годин в сушарні при температурі 30-40°С. Досушування — 2-3 години в сушарні при температурі 60-75 °C. Не варто відразу встановлювати високу температуру, оскільки гриби можуть запаритися і зіпсуватися. Рекомендують також в кінці другого етапу піднімати температуру до 100 °C, що зменшує кількість мікроорганізмів та залишкову вологість. Однак, з метою збереження властивостей продукту, час дії  вищих за 75 °C температур має бути якомога меншим. Якщо сушарня розрахована на декілька розміщених одне над одним решет із грибами, можна залишити температуру постійною, натомість в міру підсихання грибів поступово переміщувати решета вниз, назустріч потоку теплого повітря. Нові гриби при цьому додають згори, де повітря, проходячи через нижні решета, вже дещо охололо.
Правильно висушені гриби ламкі, але не кришаться. Зберігають їх у сухому, прохолодному приміщенні. В недосушених грибах і в грибах, які зберігаються у невідповідних умовах, може початися повільне, непомітне ззовні розкладання білків. Вживання таких грибів може призвести до отруєнь.

### Грибне борошно

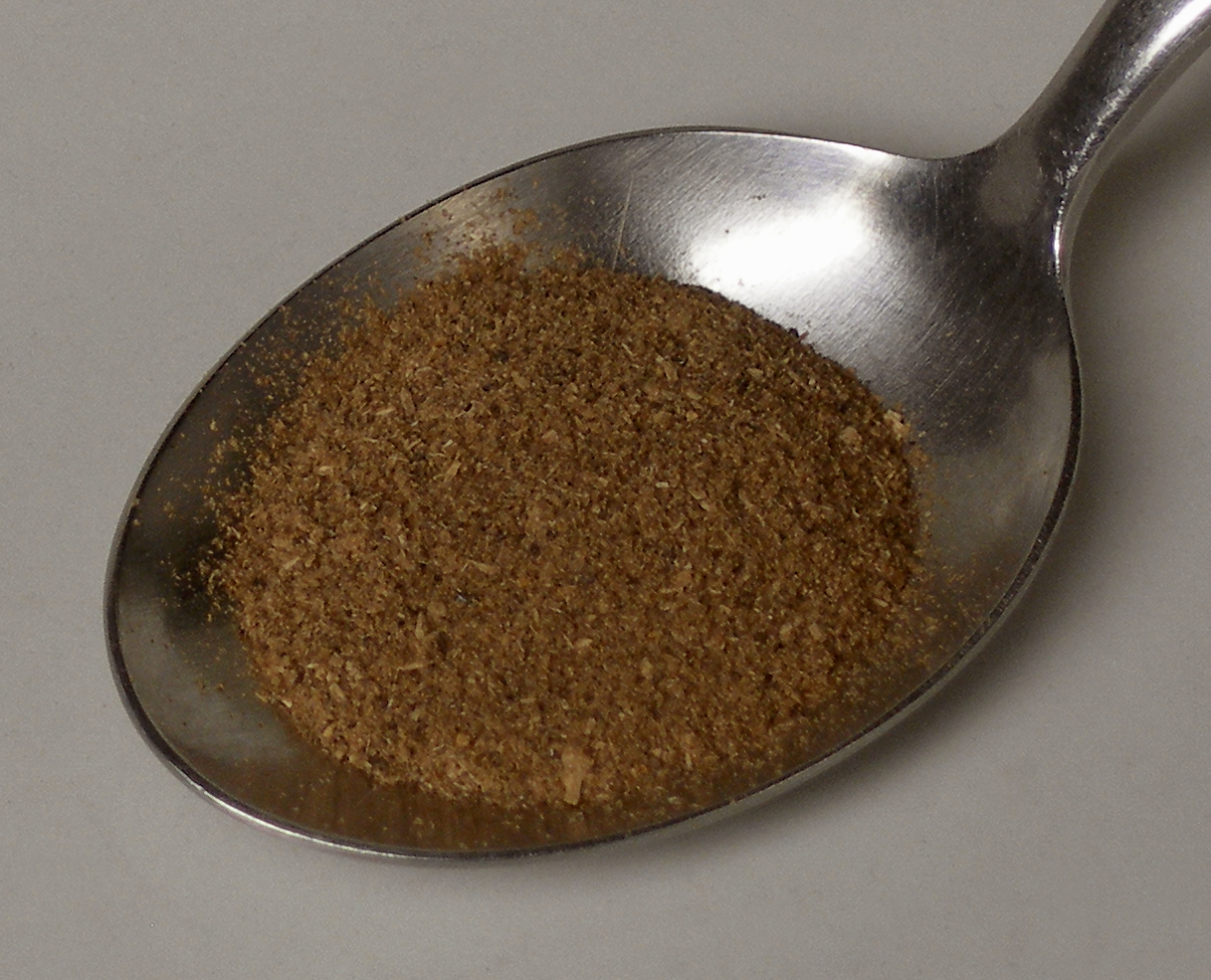
грибне борошно

Сушені гриби можна переробити на грибне борошно. При руйнуванні оболонок клітин підсилюється аромат, засвоюваність білків підвищується з 70% до 88%. Для виготовлення борошна гриби пересушують до крихкості, подрібнюють і розмелюють у млинках. Найкращою сировиною для борошна є білі гриби, підберезники і підосичники, маслюки. Від опеньків слід брати лише шапинки, дерев'янисті ніжки для виготовлення борошна непридатні.
Вимоги до зберігання у грибного борошна вищі, ніж у звичайних сушених грибів, оскільки через розвинену поверхню воно швидше насотується вологою та втрачає аромат. Найкраще зберігати борошно у герметично закритих банках.

## Використання
Перед приготуванням страв сушені гриби перебирають, ополіскують від залишків пилу та піску, які не очистилися перед сушінням, замочують на декілька годин для набухання у ледь теплій воді або при кімнатній температурі. Після розмочування гриби виймають, воду відстоюють і акуратно зливають. Потім гриби варять у цій же воді. З відварених грибів і отриманого грибного бульйону готують супи, борщ з грибами.
З грибного бульйону і розвареного грибного борошна можна готувати підливки і соуси, грибне борошно додавати як приправу до тушених і смажених овочів, риби, м'яса. Відварені гриби смажать, додають в рагу, начинку для голубців і пиріжків, готують з них грибну та грибно-овочеву ікру.

## Галерея

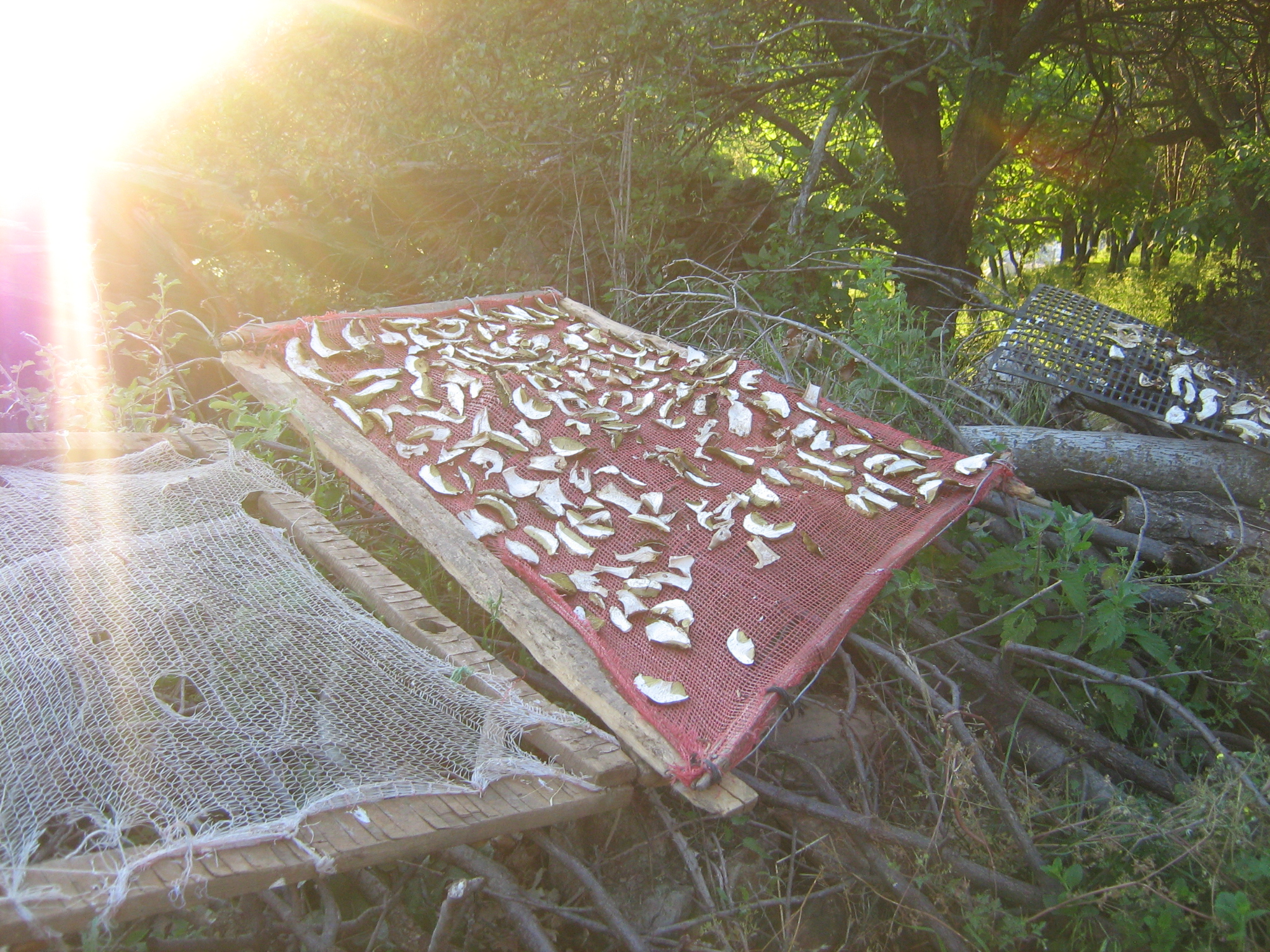
Сонячно-повітряне сушіння грибів на сітці
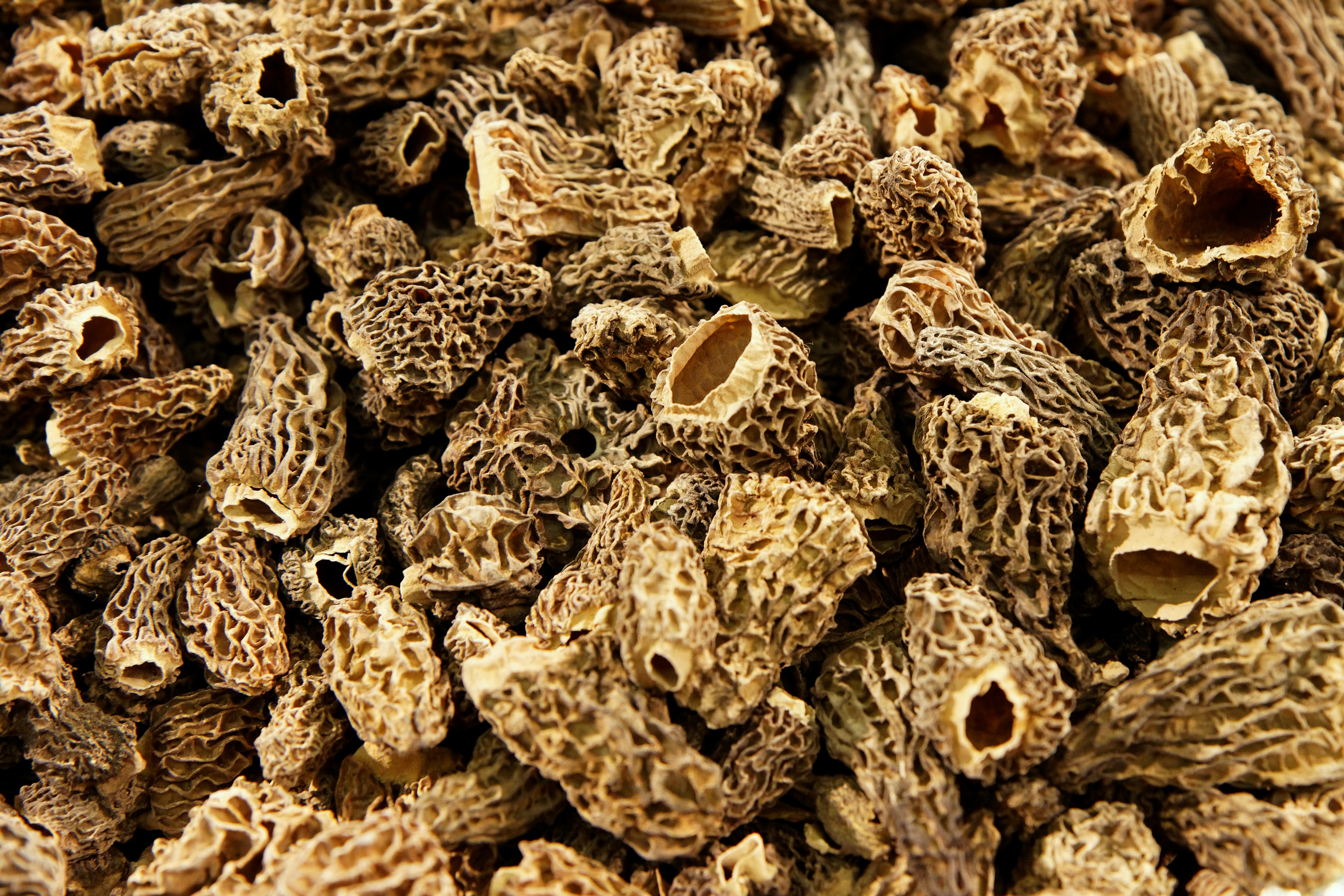
Сушені зморшки
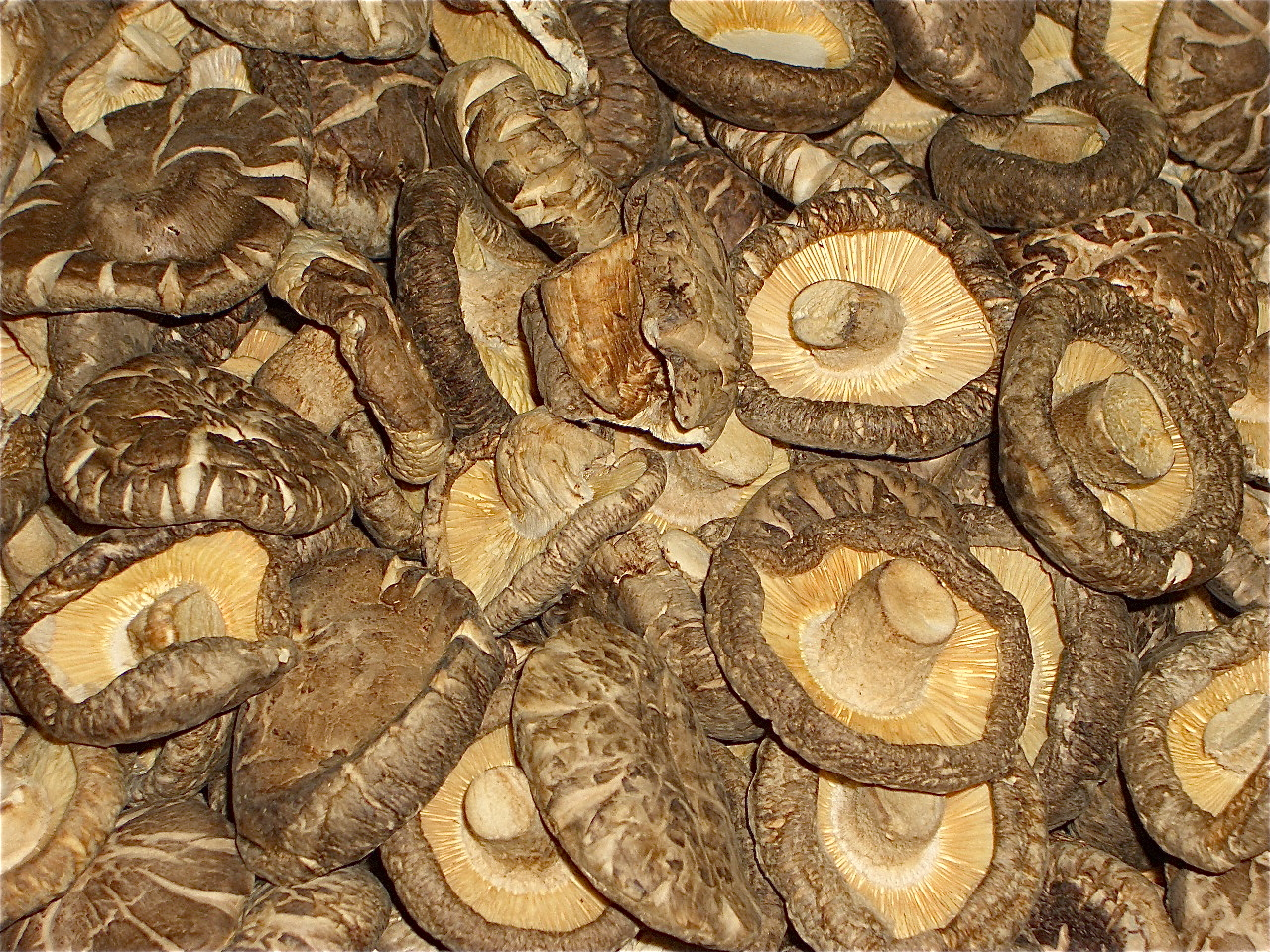
Сушені шіїтаке
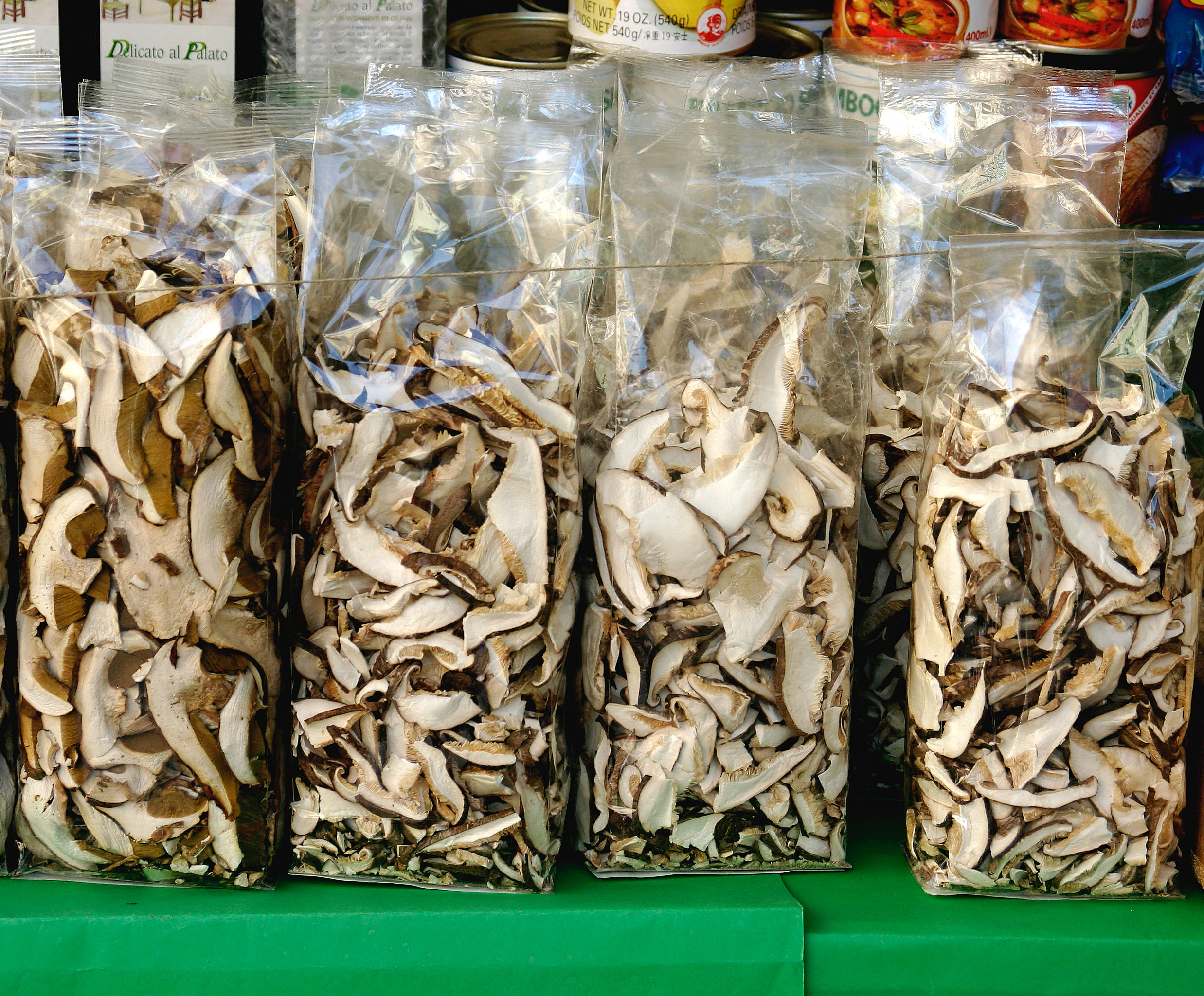
Сушені білі гриби в магазині